# Baie de Marsaxlokk

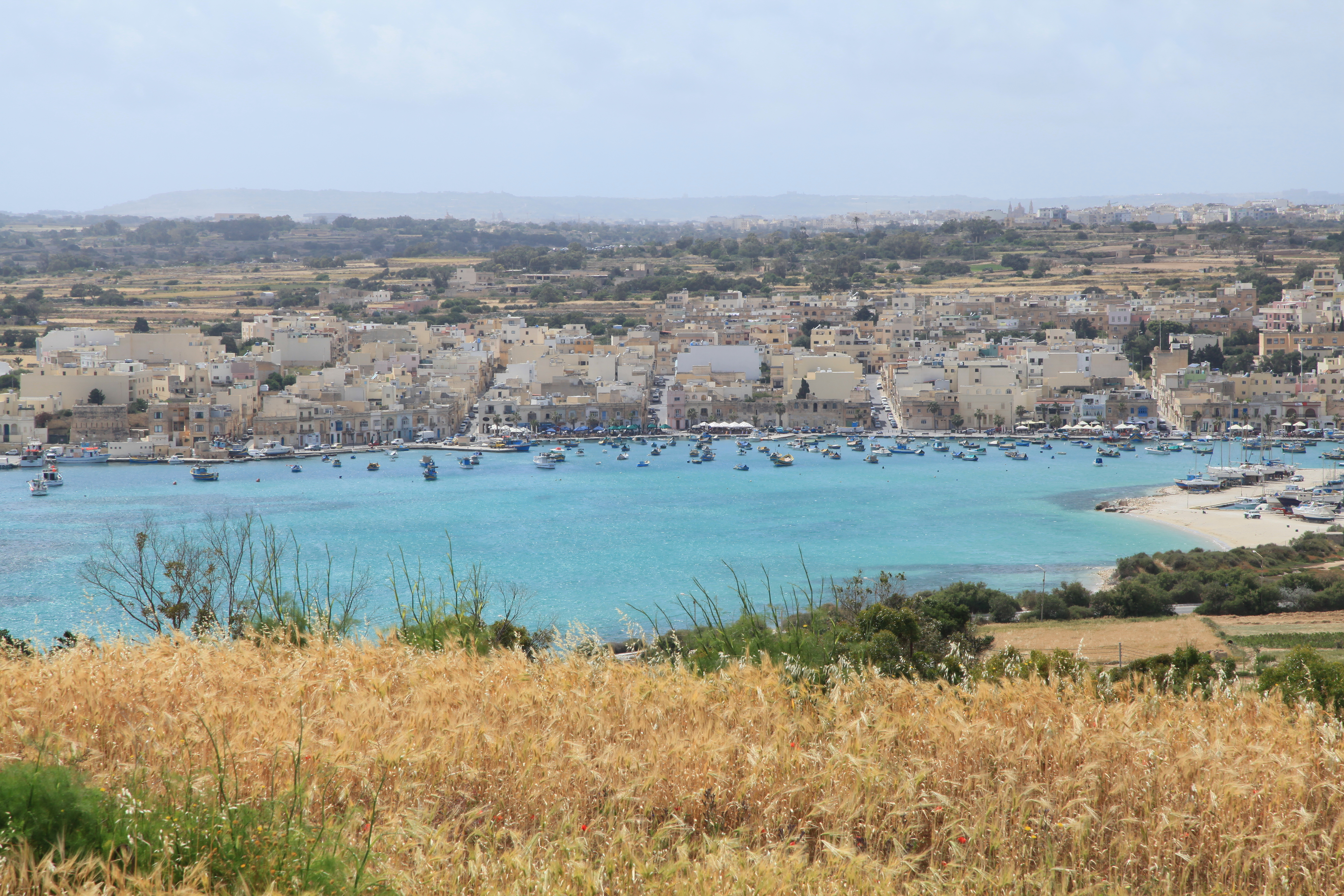
Baie de Marsaxlokk

La baie de Marsaxlokk est située au sud-est de l'île de Malte. En superficie, c'est la plus vaste baie de Malte, fermée au sud par la cote de Kalafrana et à l'est par la péninsule de Delimara. La baie renferme deux des plus importants ports de Malte, le Malta Freeport (important hub dédié au transbordement de conteneurs) et le port de pêche de Marsaxlokk, ainsi que les deux villes de Birżebbuġa et Marsaxlokk.
La baie de Marsaxlokk a été le lieu de trois faits historiques : le débarquement en 1565 des troupes ottomanes qui mirent le siège à Birgu, le débarquement des troupes françaises qui chassèrent de Malte l'ordre de Saint-Jean de Jérusalem en 1798 et la rencontre Bush-Gorbatchev en 1989.